# Malaysia Pro Cycling
Malaysia Pro Cycling is een Maleisische wielerploeg die is opgericht in 2017 en direct actief was in de continentale circuits van de UCI. Tussen 2017 en 2023 heette de ploeg Team Sapura Cycling.

## Geschiedenis
De ploeg werd opgericht in 2017 onder de naam Team Sapura Cycling met het Maleisische bedrijf Sapura Holdings Berhad als hoofdsponsor. Destijds stond onder meer Sergi Escobar aan de leiding van de ploeg. Sinds het seizoen van 2018 is de ploegleiding volledig in handen van Maleisiërs. Naast Aziatische renners, waarvan de meesten uit Maleisië, hebben ook renners uit verschillende Europese landen onder contract gestaan bij de ploeg. Waaronder de Nederlander Roy Eefting-Bloem in 2020, de laatste niet-Maleisiër bij de ploeg was de Italiaan Danilo Celano die in 2023 zijn carrière beëindigde. Sindsdien zijn er enkel renners uit het Zuid-Oost Aziatische land actief bij de ploeg, per 2024 is de naam veranderd naar Malaysia Pro Cycling.
De ploeg behaalde vooral in zijn beginjaren veel successen, met 2019 als piekjaar. Dat jaar kwam het totaal op 27 overwinningen te staan. In 2020 en 2024 was de ploeg nog maar één keer succesvol in wegwedstrijden. Op nationale kampioenschappen blonken tussen 2019 en 2022 onder meer Cristian Raileanu en Nur Aiman Bin Rosli uit namens de ploeg. 

## Bekende (ex-)renners
Maleisiërs
Muhamad Zawawi Azman (2017-)
Akmal Hakim Zakaria (2017-)
Muhsin Al Redha Misbah (2017-2023)
Adiq Othman (2018)
Nur Aiman Bin Rosli (2020-2023)
Overig
 Jason Christie (2017)
 Aiman Cahyadi (2017-2018)
 Víctor Niño (2017-2018)
 Jahir Pérez (2017-2018)
 Dylan Page (2018)
 Mario Vogt (2018-2019)
 Jesse Ewart (2018-2021)
 Benjamin Dyball (2019)
 Batuhan Özgür (2019)
 Marcus Culey (2019-2020)
 Cristian Raileanu (2019-2021)
 Roy Eefting-Bloem (2020)
 Serghei Țvetcov (2020)
 Pierpaolo Ficara (2020-2021)
 Ahmet Örken (2020-2021)
 Danilo Celano (2020-2023)

## Overwinningen
2017
3e etappe Ronde van Lombok: Jahir Pérez
2e etappe Ronde van de Molukken: Akmal Hakim Zakaria
4e etappe Ronde van Maleisië: Jahir Perez
1e etappe Ronde van Selangor: Muhamad Zawawi Azman
3e etappe Ronde van Selangor: Aiman Cahyadi
Eindklassement Ronde van Selangor: Muhamad Zawawi Azman
3e etappe Ronde van het Poyangmeer: Jason Christie
2018
1e etappe Ronde van Indonesië: Dylan Page
Proloog Ronde van Cartier: Mario Vogt
2e etappe Ronde van Lombok: Muhamad Zawawi Azman
3e etappe Ronde van Siak: Izzat Hilmi Abdul Halil
4e etappe Ronde van Siak: Akmal Hakim Zakaria
3e etappe Ronde van Ijen: Jesse Ewart
3e etappe Ronde van Singkarak: Jesse Ewart
Eindklassement Ronde van Singkarak: Jesse Ewart
2019
Proloog Ronde van Tochigi: Benjamin Dyball
1e etappe Ronde van Langkawi: Marcus Culey
4e etappe Ronde van Langkawi: Benjamin Dyball
Eindklassement Ronde van Langkawi: Benjamin Dyball
2e etappe Ronde van Iskandar Johor: Cristian Raileanu
Eindklassement Ronde van Iskandar Johor: Mario Vogt
4e etappe Ronde van Taiyuan: Cristian Raileanu
2e etappe Ronde van de Filipijnen: Mario Vogt
5e etappe Ronde van de Filipijnen: Mario Vogt
7e etappe (ITT) Ronde van het Qinghaimeer: Benjamin Dyball
3e etappe Ronde van Indonesië: Marcus Culey
5e etappe Ronde van Indonesië: Benjamin Dyball
5e etappe Ronde van Peninsular: Cristian Raileanu
1e etappe Ronde van Singkarak: Jesse Ewart
2e etappe Ronde van Singkarak: Jesse Ewart
4e etappe Ronde van Singkarak: Cristian Raileanu
9e etappe Ronde van Singkarak: Muhamad Zawawi Azman
Eindklassement Ronde van Singkarak: Jesse Ewart
1e etappe Ronde van Selangor: Marcus Culey
2e etappe Ronde van Selangor: Marcus Culey
3e etappe Ronde van Selangor: Marcus Culey
4e etappe Ronde van Selangor: Marcus Culey
Eindklassement Ronde van Selangor: Marcus Culey
2020
Eindklassement Ronde van Langkawi: Danilo Celano
2024
3e etappe Ronde van Siak: Izzat Hilmi Abdul Halil

### Nationale kampioenschappen
2019
 Maleisisch kampioen tijdrijden, beloften: Muhsin Al Redha Misbah
 Maleisisch kampioen tijdrijden, elite: Muhsin Al Redha Misbah
 Moldavisch kampioen tijdrijden, elite: Cristian Raileanu
 Moldavisch kampioen op de weg, elite: Cristian Raileanu
2020
 Maleisisch kampioen tijdrijden, beloften: Saari Amri Abd Rasim
 Maleisisch kampioen tijdrijden, elite: Nur Aiman Bin Rosli
 Moldavisch kampioen tijdrijden, elite: Cristian Raileanu
 Moldavisch kampioen op de weg, elite: Cristian Raileanu
 Roemeens kampioen tijdrijden, elite: Serghei Țvetcov
2021
 Maleisisch kampioen tijdrijden, elite: Nur Aiman Bin Rosli
 Maleisisch kampioen op de weg, elite: Saari Amri Abd Rasim
 Moldavisch kampioen tijdrijden, elite: Cristian Raileanu
 Turks kampioen tijdrijden, elite: Ahmet Örken
2022
 Maleisisch kampioen op de weg, beloften: Mior Hazwan Hamzah
 Maleisisch kampioen tijdrijden, elite: Nur Aiman Bin Rosli
 Maleisisch kampioen op de weg, elite: Muhsin Al Redha Misbah